# XXIV Cos d'Exèrcit (Bàndol republicà)
El XXIV Cos d'Exèrcit va ser una unitat de l'Exèrcit Popular de la República que va operar durant la Guerra Civil Espanyola. Concretament, va ser l'últim cos d'exèrcit creat per la República.

## Historial
L'11 de juliol de 1938, sota la iniciativa del Coronel Vicent Rojo, va ser creat el XXIV Cos d'Exèrcit com a reserva estratègica del Grup d'Exèrcits de la Regió Oriental (GERO), el conjunt de totes les forces republicanes que defensaven Catalunya. En ell s'agruparien les divisions republicanes constituïdes dels últims reemplaçaments i crides a files (la «Quinta del biberó»). També va ser incorporada la 43a Divisió, que fins llavors havia estat lluitant a la Bossa de Bielsa i, després de passar per França, havia tornat a l'Espanya republicana. El primer comandant va ser el tinent coronel Jesús Pérez Salas, antic comandant de la 30a Divisió.
Una vegada començada la batalla de l'Ebre, la formació va acudir al front per a reemplaçar les tropes de l'Exèrcit de l'Ebre, que es trobaven molt desgastades per la duresa dels combats; el Cos quedaria enquadrat en l'Exèrcit de l'Ebre encara que no totes les seves forces van acudir al front de l'Ebre. Amb el temps, l'ofensiva republicana a l'Ebre va fracassar i a mitjan novembre totes les tropes republicanes havien creuat a la riba republicana.
A la fi de desembre, al començament l'ofensiva franquista a Catalunya, el XXIV Cos d'Exèrcit cobria el sector que anava des de Mequinensa fins a la desembocadura del riu Ebre. Durant un temps va mantenir les seves posicions fins que, a principis de gener, va haver de retirar-se pel risc de quedar tancat degut a l'enfonsament de la seva rereguarda. A pesar que l'avanç franquista era irresistible, les tropes del Cos van aconseguir retardar-lo prou com per a retirar-se cap a Reus i Tarragona, i així aconseguir salvar la major quantitat possible d'efectius i material bèl·lic. El 17 de gener, després de la caiguda de Tarragona, el Cos va sofrir una reorganització interna amb el canvi de comandaments i el recanvi d'unitats adscrites, amb la incorporació de les divisions 74a i 77a, de nova creació. Però aquests canvis no van posar fre a l'ofensiva franquista, ja que la realitat era que la formació constituïa més una unitat sobre el paper que sobre el camp de batalla. Després de la caiguda de Barcelona la retirada no es va parar fins al pas de la frontera francesa i al començament de febrer els romanents de la formació van creuar la frontera franco-espanyola i la formació va quedar dissolta.

## Comandaments
Comandants
- tinent coronel d'infanteria Jesús Pérez Salas, fins a desembre de 1938.[4]
- tinent coronel de cavalleria Mariano Buxó Martín,[9] fins al final de la Campanya de Catalunya.

Caps d'Estat Major
- tinent coronel d'infanteria José García Garnero, fins a desembre de 1938.[4]
- comandant d'infanteria Josep Guarner i Vivancos,[10] fins al 17 de gener de 1939.
- tinent coronel de cavalleria Gabriel Jiménez Izquierdo, fins al pas de la frontera francesa (febrer de 1939).

## Ordre de batalla
| Data                  | Exèrcit adscrit        | Front de batalla | Divisions integrades |
| 11 de juliol de 1938  | Reserva General (GERO) | Rereguarda       | 43a, 55a i 62a       |
| 8 de desembre de 1938 | Exèrcit de l'Ebre      | Ebre             | 24a, 43a i 62a       |
| 17 de gener de 1939   | Exèrcit de l'Ebre      | Catalunya        | 24a, 43a i 56a       |
| 17 de gener de 1939   | Exèrcit de l'Ebre      | Catalunya        | 74a i 77a            |